# 雨に濡れた慕情
「雨に濡れた慕情」（あめにぬれたぼじょう）は、1969年6月10日に発売されたちあきなおみのデビューシングル。

## 解説
- 日本コロムビアのオーディションを受け保留となり、作曲家鈴木淳の元で1年4ヶ月レッスンを受けていた、ちあきなおみの歌手デビュー作となった。デビュー当時のキャッチフレーズは「苗字がなくて名前がふたつ」「魅惑のハスキーボイン」であった。

- 35万枚[1]（オリコンでは約17万枚）を売り上げ、オリコン最高23位を記録するヒット曲となった。また、ちあきなおみは本楽曲で「第1回日本有線大賞」の期待賞を受賞した。
- ベースは当時スタジオのトップ・プレーヤーとして活躍していた江藤勲が担当している。

## 収録曲
（全作曲：鈴木淳）
1. 雨に濡れた慕情 [3:36]
作詞：吉田央／編曲：森岡賢一郎
2. かなしい唇 [3:39]
作詞：丹古晴己／編曲：竹村次郎

## カバー
- 小川知子 - アルバム『the Deluxe Beauty Tomoko Ogawa』に収録
- 沢たまき-アルバム『男と女の別れ』に収録
- 渥美マリ
- 森昌子 - アルバム『あのころ』に収録
- 木の実ナナ - アルバム『show Girlの時間旅行～my Favorite Songs』に収録
- 桑田佳祐 - ライブビデオ『平成三十年度! 第三回ひとり紅白歌合戦』に収録